# Trạng thái hoa hồng

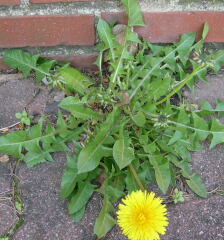
Trạng thái hoa hồng ở lá gốc cây bồ công anh

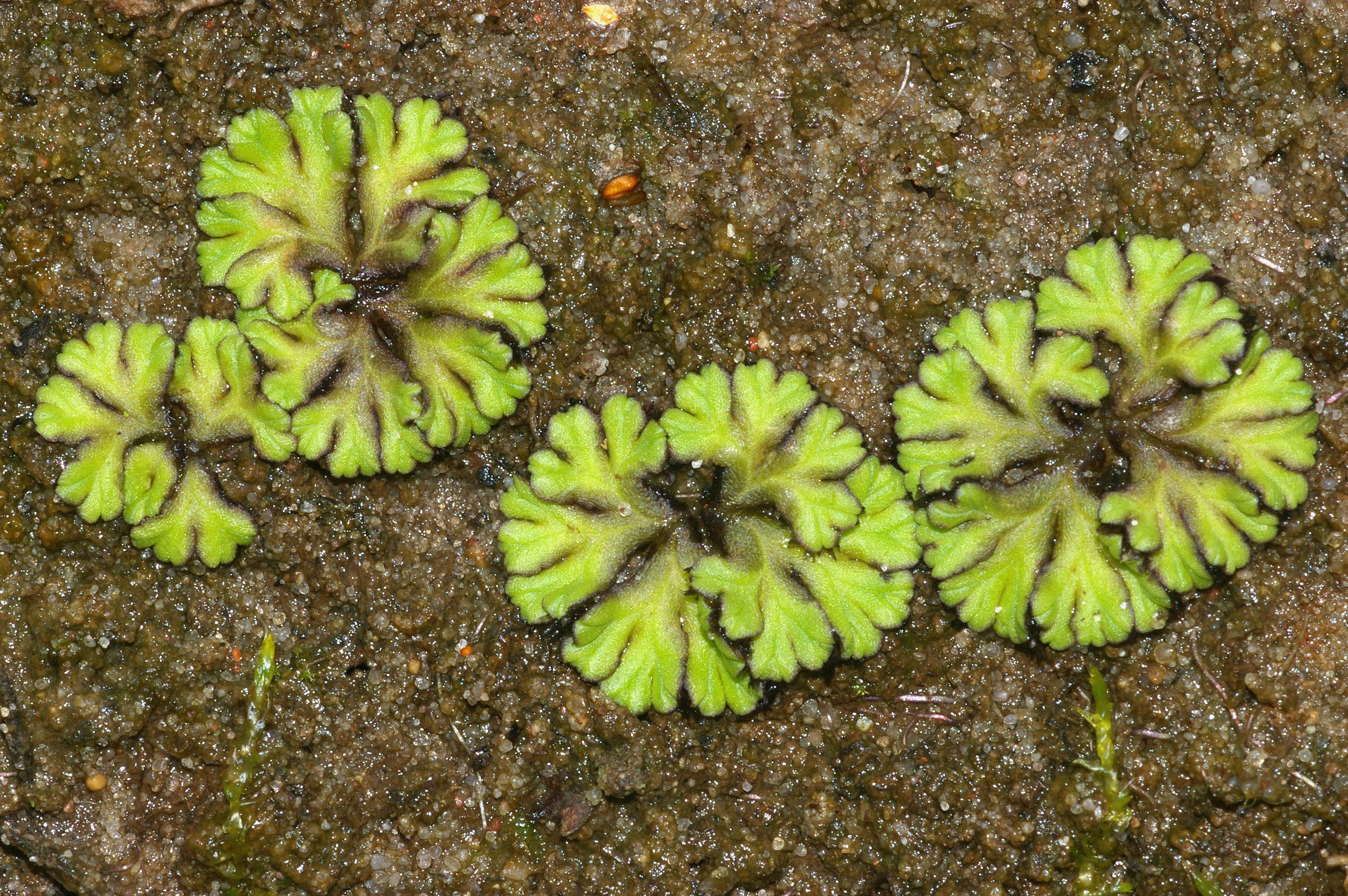
Trạng thái hoa hồng ở rêu tản Ricciocarpos natans.

Trong thực vật học, trạng thái hoa hồng (dạng hoa hồng) hay còn gọi là trạng thái hoa thị (dạng hoa thị) (tiếng Anhː rosette) là sự sắp xếp (thường là) các vòng lá hoặc các cấu trúc tương tự lá (như tản), trong đó các cuống lá (theo chiều dọc) gần như không có khoảng cách với nhau.
Ở thực vật có hoa, dạng hoa hồng thường nằm sát mặt đất. Cấu trúc của chúng là một ví dụ về thân biến dạng, trong đó khoảng trống giữa các lóng hay mắt lá không mở rộng nên tất cả các lá vẫn tập hợp chặt chẽ với nhau và các lóng này có chiều cao gần như nhau.
Ở rêu và tảo, trạng thái hoa hồng là kết quả của sự phân nhánh lặp đi lặp lại của tản khi cây phát triển và tạo ra hình tròn.

## Phân loại
Nhiều họ thực vật có trạng thái hoa hồng, trạng thái này đặc biệt phổ biến trong họ Cúc (chẳng hạn như bồ công anh), họ Cải (như bắp cải), và họ Dứa. Dương xỉ Blechnum fluviatile hay Dương xỉ nước New Zealand (kiwikiwi) là một các cây có dạng hoa hồng.

## Chức năng ở thực vật có hoa
Thông thường, dạng hoa hồng hình thành ở những cây lâu năm có những vòng lá phía dưới chết đi nhưng không rụng mà tạo thành những lớp bảo vệ cây, ví dụ như ở loài Dendrosenecio kilimanjari. Một dạng hoa hồng khác xuất hiện khi lóng dọc theo thân cây ngắn lại, đưa các lá lại gần nhau hơn, như ở xà lách, bồ công anh và một số loài xương rồng. Ở các dạng khác, trạng thái hoa hồng tồn tại ở phần gốc của cây (chẳng hạn như bồ công anh) và gắn với rễ cái.

### Chức năng bảo vệ

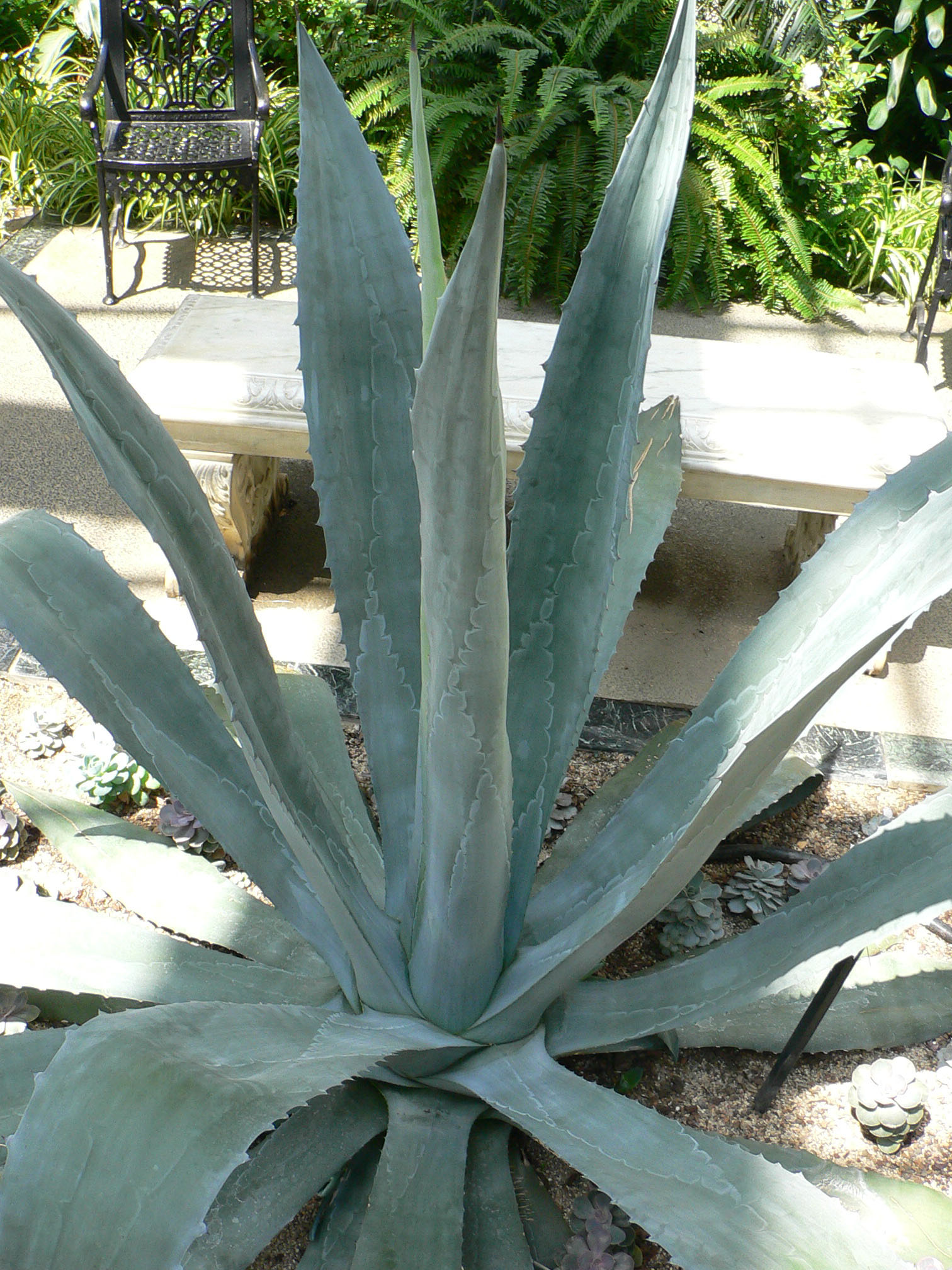
Lá dạng hoa hồng ở cây Thùa

Một phần chức năng bảo vệ của trạng thái hoa hồng là gây khó khăn cho việc nhổ cây khỏi mặt đất; lá dễ rụng đi trong khi rễ cái còn nguyên (như ở bồ công anh).
Một hình thức bảo vệ khác ở thực vật là dạng hoa hồng caulescent, là một đặc điểm của dạng sống ở chi Espeletia khổng lồ ở Nam Mỹ, có thân phát triển tốt trên mặt đất. Trong môi trường núi cao nhiệt đới, nhiều loài thuộc các họ thực vật khác nhau và phân bố ở các vùng khác nhau trên thế giới đã phát triển dạng hoa hồng caulescent này, đặc trưng bởi các lá dạng hoa hồng thường xanh mọc phía trên các lá khô nhưng không rụng. Cách sắp xếp này đã cải thiện khả năng sống sót bằng cách giúp giữ nước, mùn bã hữu cơ hoặc bảo vệ cây trồng khỏi bị tổn thương do lạnh ở các loài Espeletia schultzii và Espeletia timotensis, cả hai đều có nguồn gốc từ dãy Andes.

## Hình dạng
Hình dạng, cấu trúc, biến thể và mối quan hệ của trạng thái hoa hồng với các bộ phận khác được thể hiện trong các ví dụ sau đâyː
- Dryas octopetala (họ Hoa hồng Rosaceae) có lá dạng hoa hồng với phiến lá có cuống lá ngắn, mỏng, hình trứng, gốc có dây với mép lá răng cưa đều đặn và rõ ràng, hoa đơn lẻ trên cuống thường dài 2–4 cm. Những bông hoa có từ bảy đến chín cánh, thường nhiều hơn, cánh hoa hình trứng màu trắng, các lá đài hình mác.[4]
- Silene nutans (họ Cẩm chướng Caryophyllaceae) có lá hình mũi mác. Các lá sát mặt đất có trạng thái hoa hồng, to hơn và có hình dạng khác với các lá mọc đối, thưa thớt trên thân.[4] Điều này được giải thích là do các chồi bên với các lóng kéo dài rất nhiều có thể mọc ra từ nách lá dạng hoa hồng. Chúng có một hoặc nhiều hoa ở đầu, giống như hoa anh thảo. Đặc biệt ở những cây hai năm, chồi chính cũng có thể phát triển với các lóng kéo dài và thậm chí phân nhánh. Không có gì lạ khi lá của trạng thái hoa hồng và lá của chồi khác nhau về hình dạng.[1]

Trạng thái hoa hồng còn được dùng để mô tả những cây phát triển dinh dưỡng bất định khi chưa đủ điều kiện ra hoa (ví dụ chưa xuân hóa) hoặc giai đoạn chưa trưởng thành của thực vật (ở một số loài dương xỉ).